# Esquirol llistat de la jungla
L'esquirol llistat de la jungla (Funambulus tristriatus) és una espècie de rosegador de la família dels esciúrids. És endèmic dels Ghats Occidentals (Índia). Es tracta d'un animal diürn i semiarborícola. Els seus hàbitats naturals són els boscos tropicals perennifolis, els boscos caducifolis humits, les plantacions i els prats. Està amenaçat per la degradació del seu entorn natural per l'agroindústria, la tala d'arbres i l'expansió de les zones urbanes, així com per l'ús de pesticides.